# Simon Yates (wielrenner)
Simon Philip Yates (Bury, 7 augustus 1992) is een Britse weg- en voormalig baanwielrenner die sinds 2014 reed voor de vanaf 2021 geheten Team BikeExchange-wielerploeg en voor 2025 heeft getekend bij Team Visma-Lease a Bike. Hij is de tweelingbroer van Adam Yates, die eveneens professioneel wielrenner is.

## Biografie
Simon Yates begon zijn wielercarrière op de baan. In 2010 werd hij samen met Daniel McLay wereldkampioen op de koppelkoers bij de junioren en won hij met McLay, Sam Harrison en Owain Doull een zilveren medaille op de ploegenachtervolging. In 2013 werd Yates wereldkampioen puntenkoers.
In 2014 werd Yates professioneel wielrenner op de weg bij de Australische wielerploeg Orica GreenEDGE. Onverwachts reed hij dat jaar meteen al de Ronde van Frankrijk, die van start ging in Leeds, niet ver van zijn geboorteplaats. Aanvankelijk had zijn broer Adam op de startlijst gestaan, maar die bleek na een intensief voorseizoen niet meer fit genoeg te zijn. Pas vijf dagen voor de start van de Tour werd Simon aangeduid als zijn vervanger. Yates verliet de Tour op de tweede rustdag. Een jaar later reed hij de Tour wel uit en eindigde op de 89ste plaats in het eindklassement.

### Terbutaline
Yates werd op 12 maart 2016, na de zesde etappe van de rittenkoers Parijs-Nice, betrapt op het verboden middel terbutaline. Volgens zijn teamleiding zat het in een middel tegen astma dat hij op advies van zijn arts innam. De arts zou verzaakt hebben dispensatie aan te vragen voor het gebruik ervan. Yates werd voor vier maanden geschorst door de UCI.
Na zijn schorsing reed Yates een sterke Ronde van Spanje. Met het winnen van de zesde etappe boekte hij zijn eerste overwinning in een grote ronde en hij eindigde als zesde in het eindklassement. In 2017 won Yates een etappe in zowel Parijs-Nice als de Ronde van Romandië. In de daaropvolgende Ronde van Frankrijk werd hij zevende en reed hij, als leider in het jongerenklassement, vrijwel heel de ronde in de witte trui. Uiteindelijk stond hij als beste jongere op het podium in Parijs en volgde hiermee zijn broer Adam op, die in 2016 de witte trui won.

### Ronde van Italië 2018
Na etappeoverwinningen in Parijs-Nice en de Ronde van Catalonië reed Yates in 2018 zijn eerste Ronde van Italië. In de zesde etappe veroverde hij de leiding in het algemeen klassement. Met de roze trui om de schouders wist hij de negende etappe, elfde etappe en de vijftiende etappe op zijn naam te schrijven. Yates slaagde erin om dertien dagen in de roze trui te rijden en werd door zijn dominantie tot de topfavorieten voor de eindwinst gerekend. In de negentiende etappe, twee dagen voor het einde van de Giro, verloor hij door een inzinking echter meer dan 38 minuten en raakte hij de leiding kwijt aan zijn landgenoot Chris Froome. Yates viel in het klassement ver terug en beëindigde de Giro als 21ste.

### Ronde van Spanje 2018
Voor de start van deze Ronde van Spanje werd Yates gerekend bij een van de favorieten voor het podium. Dit veranderde toen hij, mede door een aanval in de vierde etappe, na de negende etappe de rode leiderstrui veroverde. Deze verloor hij echter weer in de 12e etappe, aan Jesus Herrada. In de veertiende etappe wist Yates na een steile slotklim de etappe te winnen en hierdoor de rode trui weer over te nemen. Toen de voorlaatste bergrit op het programma stond, had Yates 25 seconden voorsprong op zijn dichtste opponent, Alejandro Valverde. Echter plaatste Yates een verschroeiende versnelling op de slotklim naar het dak van deze Vuelta en wist hij hierdoor zijn leiderplaats te verstevigen. In de 20e en laatste bergetappe kwam Yates' leiderplaats niet meer in gevaar. In Madrid wist hij zo zijn eerste Ronde van Spanje te winnen. Dit was de derde eindoverwinning voor een Brit in een grote ronde dat jaar.

### Ronde van Italië 2025
Yates verkaste na 11 jaar bij dezelfde ploeg gereden te hebben in 2025 naar Visma-Lease a Bike. Hij werd bij de start van de Ronde van Italië niet tot de favorieten voor de eindzege gerekend. Maar topfavorieten Primož Roglič en Juan Ayuso vielen uit tijdens de ronde en Yates bleef lang onzichtbaar bovenin het algemeen klassement. In de loodzware twintigste etappe door de Italiaanse alpen sloeg Yates zijn beslissende slag, door weg te rijden bij Richard Carapaz en leider Isaac Del Toro. Dit gebeurde nota bene op de Colle delle Finestre, waar hij in 2018 als drager van de roze trui gelost werd en bijna 40 minuten verloor. Hij begon die dag met 1.21 achterstand op Del Toro maar had dat gat, na een formidabele klim op de top van de Finestre gedicht. In de afdaling van Yates opgewacht door ploeggenoot Wout van Aert die hem sleeptouw nam. Terwijl de Belg vol gas voor zijn kopman reed bleven Carapaz en Del Toro naar elkaar kijken en wilde geen van beide kopwerk doen in de achtervolging waardoor het gat razendsnel groeide. Aan de finish was verschil ruim 5 minuten waardoor Yates, huilend van geluk, na 7 jaar zich had gerevancheerd en nu wel de overwinning in Giro mocht vieren.

## Baanwielrennen

### Palmares
| Jaar     | NK                                         | WK                                |          |          |
| Junioren | Junioren                                   | Junioren                          | Junioren | Junioren |
| -------- | ------------------------------------------ | --------------------------------- | -------- | -------- |
| 2010     |                                            | Ploegkoers · Ploegenachtervolging |          |          |
| Elite    |                                            |                                   |          |          |
| 2010     | Puntenkoers · Scratch                      |                                   |          |          |
| 2011     |                                            |                                   |          |          |
| 2012     | Omnium · Ploegkoers · Ploegenachtervolging |                                   |          |          |
| 2013     |                                            | Puntenkoers                       |          |          |

## Wegwielrennen

### Overwinningen
2011
6e etappe Ronde van de Toekomst
2013
Jongerenklassement An Post Rás
5e en 6e etappe Ronde van de Toekomst
6e etappe Ronde van Groot-Brittannië
Jongerenklassement Ronde van Groot-Brittannië
2014
Jongerenklassement Ronde van Slovenië
Bergklassement Ronde van Alberta
2015
Jongerenklassement Critérium du Dauphiné
2016
Prueba Villafranca de Ordizia
6e etappe Ronde van Spanje
2017
6e etappe Parijs-Nice
Grote Prijs Miguel Indurain
4e etappe Ronde van Romandië
 Jongerenklassement Ronde van Frankrijk
2018
7e etappe Parijs-Nice
7e etappe Ronde van Catalonië
9e, 11e en 15e etappe Ronde van Italië
7e etappe Ronde van Polen
14 etappe Ronde van Spanje
 Eindklassement Ronde van Spanje
Eindklassement UCI World Tour
2019
4e etappe Ruta del Sol
Bergklassement Ruta del Sol
5e etappe Parijs-Nice (ITT)
12e en 15e etappe Ronde van Frankrijk
2020
5e etappe Tirreno-Adriatico
Eindklassement Tirreno-Adriatico
2021
2e etappe Ronde van de Alpen
Eindklassement Ronde van de Alpen
19e etappe Ronde van Italië
Bergklassement CRO Race
2022
8e etappe Parijs-Nice
1e en 3e etappe Ronde van Asturië
Puntenklassement Ronde van Asturië
2e etappe (ITT) en 14e etappe Ronde van Italië
Prueba Villafranca de Ordizia
2e etappe Ronde van Castilië en León
Eindklassement Ronde van Castilië en León
2023
5e etappe Tour Down Under
2024
5e etappe AlUla Tour
Eindklassement AlUla Tour
2025
 Eindklassement Ronde van Italië
10e etappe Ronde van Frankrijk

### Resultaten in voornaamste wedstrijden
| Jaar | Ronde van Italië | Ronde van Frankrijk | Ronde van Spanje |
| ---- | ---------------- | ------------------- | ---------------- |
| 2014 |                  | opgave              |                  |
| 2015 |                  | 89e                 |                  |
| 2016 |                  |                     | 6e (1)           |
| 2017 |                  | 7e                  | 44e              |
| 2018 | 21e (3)          |                     | ↑ (1)            |
| 2019 | 8e               | 49e (2)             |                  |
| 2020 | opgave           |                     |                  |
| 2021 | ↑ (1)            | opgave              |                  |
| 2022 | opgave (2)       |                     | opgave           |
| 2023 |                  | 4e                  |                  |
| 2024 |                  | 12e                 |                  |
| 2025 | ↑                | 15e (1)             |                  |

| Jaar | Milaan-San Remo | Gent-Wevelgem | Luik-Bast.‑Luik | Ronde van Lombardije | Clásica San Sebastián | Waalse Pijl |  | WK op de weg |  | Wereldranglijsten   |
| ---- | --------------- | ------------- | --------------- | -------------------- | --------------------- | ----------- |  | ------------ |  | ------------------- |
| 2014 |                 | 137e          |                 | opgave               | opgave                | 78e         |  | opgave       |  |                     |
| 2015 | 37e             |               | 39e             | 18e                  | 14e                   | 62e         |  |              |  | 36e (UWT) 67e (UWR) |
| 2016 | 95e             |               |                 |                      | 7e                    |             |  |              |  | 52e (UWT) 63e (UWR) |
| 2017 |                 |               | 153e            |                      | 18e                   |             |  |              |  | 33e (UWT) 47e (UWR) |
| 2018 |                 |               |                 |                      |                       |             |  | opgave       |  | (UWT) (UWR)         |
| 2019 |                 |               |                 |                      | opgave                |             |  |              |  | 102e (UWR)          |
| 2020 |                 |               |                 |                      |                       |             |  |              |  | 27e (UWR)           |
| 2021 |                 |               |                 | 86e                  | 22e                   |             |  |              |  | 36e (UWR)           |
| 2022 |                 |               |                 |                      | 6e                    |             |  |              |  | 38e (UWR)           |
| 2023 |                 |               |                 | 5e                   |                       |             |  |              |  | 11e (UWR)           |
| 2024 |                 |               | 32e             | 84e                  | opgave                |             |  | 68e          |  |                     |
| 2025 |                 |               |                 |                      |                       |             |  |              |  |                     |

### Resultaten in kleinere rondes
| Jaar | Tour Down Under | Parijs-Nice | Tirreno-Adriatico | Ronde van Catalonië | Ronde van het Baskenland | Ronde van Romandië | Critérium du Dauphiné | Ronde van Polen |
| ---- | --------------- | ----------- | ----------------- | ------------------- | ------------------------ | ------------------ | --------------------- | --------------- |
| 2014 |                 | 44e         |                   |                     | 12e                      |                    |                       |                 |
| 2015 |                 | 29e         |                   |                     | 5e                       | 6e                 | 5e                    |                 |
| 2016 |                 | 7e          |                   |                     | opgave                   |                    |                       | 20e             |
| 2017 |                 | 9e (1)      |                   |                     | 22e                      | ↑ (1)              | 13e                   |                 |
| 2018 |                 | ↑ (1)       |                   | 4e (1)              |                          |                    |                       | ↑ (1)           |
| 2019 |                 | 25e (1)     |                   | 13e                 |                          |                    |                       |                 |
| 2020 |                 |             | ↑ (1)             |                     |                          |                    |                       | ↑               |
| 2021 |                 |             |                   |                     |                          |                    |                       |                 |
| 2022 |                 | ↑ (1)       |                   | opgave              |                          |                    |                       |                 |
| 2023 |                 |             |                   |                     |                          | opgave             |                       |                 |
| 2024 | 7e              |             |                   |                     |                          |                    |                       |                 |
| 2025 |                 |             | 14e               | 9e                  |                          |                    |                       |                 |

(*) tussen haakjes aantal individuele etappe-overwinningen

## Ploegen
- 2014 –  Orica GreenEDGE
- 2015 –  Orica GreenEDGE
- 2016 –  Orica-BikeExchange[a]
- 2017 –  Orica-Scott
- 2018 –  Mitchelton-Scott
- 2019 –  Mitchelton-Scott
- 2020 –  Mitchelton-Scott
- 2021 –  Team BikeExchange
- 2022 –  Team BikeExchange Jayco
- 2023 –  Team BikeExchange-Jayco
- 2024 –  Team Jayco AlUla
- 2025 –  Team Visma-Lease a Bike

Albasini · Bewley · Chaves · Clarke · Docker · Durbridge · Ewan · Gerrans · Goss · Hayman · Hepburn · Howard · Howson · Impey · Keukeleire · Kruopis · Lancaster · Matthews · Meier · C.Meyer · Mouris · Santaromita · Schurter · Tuft · Weening · A.Yates · S.Yates · Cort (stagiair)
Albasini · Bewley · Blythe · Chaves · Clarke · Cort · Docker · Durbridge · Ewan · Gerrans · Hayman · Hepburn · Howard · Howson · Impey · Keukeleire · Lancaster · Matthews · Meier · C.Meyer · Mouris · Santaromita · Tuft · Weening · A.Yates · S.Yates
Albasini · Bewley · Chaves · Cheung · Cort · Docker · Durbridge · Edmondson · Ewan · Gerrans · Haig · Hayman · Hepburn · Howson · Impey · Juul-Jensen · Keukeleire · Matthews · Meier · Mezgec · Plaza · Power · Tuft · Txurruka · Verona · A.Yates · S.Yates · Schultz (stagiair)
Albasini · Bewley · Chaves · Cheung · Cort · Docker · Durbridge · Edmondson · Ewan · Gerrans · Haig · Hayman · Hepburn · Howson · Impey · Juul-Jensen · Keukeleire · Kluge · Kreuziger · Mezgec · Plaza · Power · Tuft · Verona · A. Yates · S. Yates
Albasini · Bauer · Bewley · Chaves · Durbridge · Edmondson · Ewan · Haig · Hamilton · Hayman · Hepburn · Howson · Impey · Juul-Jensen · Kluge · Kreuziger · Meyer · Mezgec · Nieve · Power · Trentin  · Tuft · Verona · A. Yates · S. Yates
Affini · Albasini · Bauer · Bewley · Bookwalter · Chaves · Durbridge · Edmondson · Grmay · Haig · Hamilton · Hayman · Hepburn · Howson · Impey · Juul-Jensen · Meyer · Mezgec · Nieve · Schultz · Scotson · Smith · Stannard · Trentin  · A. Yates · S. Yates
Affini · Albasini · Bauer · Bewley · Bookwalter · Chaves · Durbridge · Edmondson · Grmay · Groves · Haig · Hamilton · Hepburn · Howson · Impey · Juul-Jensen · Konysjev · Meyer · Mezgec · Nieve · Peák · Schultz · Scotson · Smith · Stannard · A. Yates · S. Yates · Zejts
Bauer · Bewley · Bookwalter · Chaves · Colleoni · Durbridge · Edmondson · Grmay · Groves · Hamilton · Hepburn · Howson · Jansen · Juul-Jensen · Kangert · Konysjev · Matthews · Meyer · Mezgec · Nieve · Peák · Schultz · Scotson · Smith · Stannard · Yates · Zejts · Choon (stagiair) · O'Brien (stagiair)
Balmer · Bauer · Bewley · Colleoni · Craddock · Durbridge · Edmondson · Grmay · Groenewegen · Groves · Hamilton · Hepburn · Howson · Jansen · Juul-Jensen · Kangert · Konysjev  · Maas · Matthews · Meyer · Mezgec · O'Brien · Peña · Reinders (vanaf 23/8) · Schultz · Scotson · Smith · Sobrero · Stewart · Yates · Bogusławski (stagiair) · De Pretto (stagiair) · Foldager (stagiair)
Balmer · Berhe · Colleoni · Craddock · De Marchi · Dunbar · Durbridge · Engelhardt · Grmay · Groenewegen · Hamilton · Harper · Hepburn · Jansen · Juul-Jensen · Maas · Matthews · Mezgec · O'Brien · Peña · Porter · Pöstlberger · Quick · Reinders · Scotson · Sobrero · Stewart · Štybar · Yates · Zana · Jørgensen (stagiair) · McKenzie (stagiair)
Berhe · Craddock · De Marchi · De Pretto · Dunbar · Durbridge · Engelhardt · Ewan · Foldager · Groenewegen · Hamilton · Harper · Hepburn · Jansen · Juul-Jensen · Maas · Matthews · Mezgec · O'Brien · Peña · Plapp · Porter · Quick · Reinders · Schmid · Scotson · Stewart · Walscheid · Yates · Zana
- Gemeinsame Normdatei: 1266490027
- Virtual International Authority File: 2044166237093196380000